# Pasohlávky

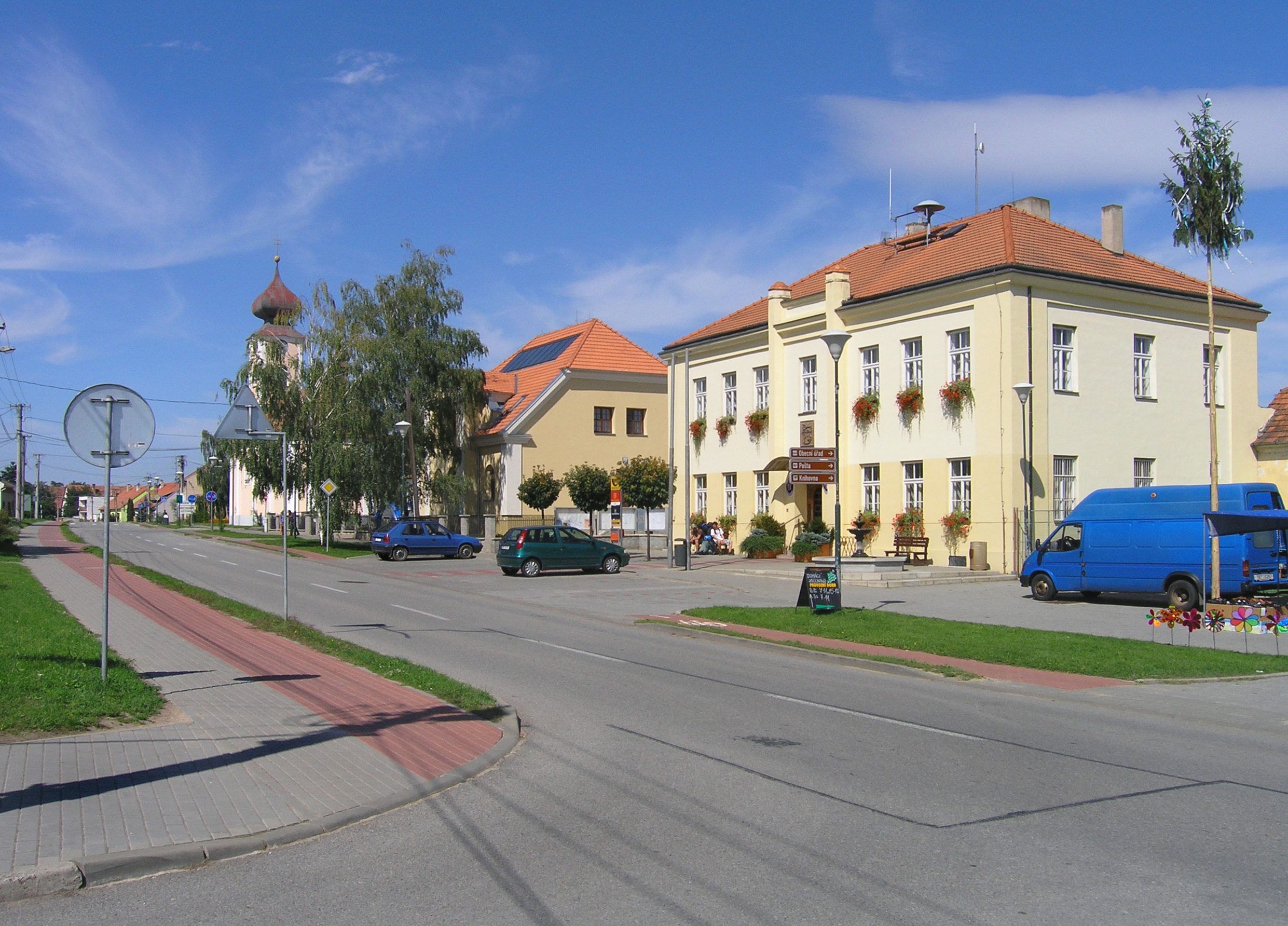
Dia Hauptstraße

Pasohlávky (deutsch Weißstätten) ist eine Gemeinde in Südmähren in Tschechien. Sie befindet sich 29 Kilometer nordwestlich von Břeclav (Lundenburg) und gehört zum Okres Brno-venkov (Bezirk Brünn-Land).

## Geographie
Pasohlávky liegt am nördlichen Ufer des Oberen Stausees der Thaya-Talsperre von Nové Mlýny (Neumühl). Östlich erhebt sich der Hügel Hradisko (Burgstall, 220 m). Im Südosten befinden sich die Pollauer Berge.
Nachbarorte sind Nová Ves (Mariahilf) im Norden, Ivaň (Eibis) im Nordosten, Horní Věstonice (Oberwisternitz) und Dolní Dunajovice (Untertannowitz) im Südosten, Brod nad Dyjí (Guldenfurth) im Süden, Drnholec (Dürnholz) im Südwesten, Litobratřice (Leiperitz) und Troskotovice (Treskowitz) im Westen sowie Vlasatice (Wostitz) im Nordwesten.

## Geschichte
Die Anlage des Ortes und die bis 1945 gesprochene bairisch-österreichische Ui-Mundart mit ihren speziellen Kennwörtern, weist darauf hin, dass die Siedler aus dem österreichischen bzw. süddeutschen Raum stammten. Ihr Einsatz neuer Anbauformen und landwirtschaftlichen Geräte aus Eisen sowie die Anwendung der produktiven Dreifelderwirtschaft, brachte ihnen höheren wirtschaftlichen Nutzen.
Das Dorf wurde im Jahre 1276 als Awertschiz in der weißen Gstetten (Uherčice na Bílém břehu) erstmals urkundlich erwähnt, als das Kloster Rosa Coeli den Ort vom Kapitel in Stará Boleslav (Brandeis a.d. Elbe-Altbunzlau) erwarb. Seit dieser Zeit ist auch die Existenz einer Pfarre belegt. Infolge der Ungarneinfälle fiel das Dorf im 15. Jahrhundert wüst und wurde im 16. Jahrhundert durch kroatische Siedler wieder besiedelt. Zu dieser Zeit trug der Ort den Namen Auerčice respektive Charváty. 1574 lebten in dem Dorf 33 Siedler und um 1615 waren es 43. Im 16. Jahrhundert lebten in dem Ort kaum noch Katholiken, 1612 wurden Angehörige der reformatorischen Täuferbewegung ansässig und errichteten ein Gemeindehaus.
Zu Beginn des Dreißigjährigen Krieges wurde der Ort als Besitz des aufständischen Grafen von Thurn konfisziert und 1622 dem Kardinal Franz Xaver von Dietrichstein überlassen, welcher es an das Gut Vlasatice (Wostitz) anschloss. Ab 1622 setzte die Rekatholisierung ein und Andersgläubige, wie zum Beispiel die Täufer (Hutterer) wurden vertrieben. Durch den Krieg wurde das Dorf dann zerstört und verödete. 1654 waren nur noch neun Gehöfte bewohnt. Danach wuchs der Ort rasch an und 1763 hatte er 397 Einwohner, wobei ein beachtlicher Anteil von kroatischen Einwanderern gestellt wurde. Der deutsche Teil der Siedler brachte die „ui“- Mundart (bairisch-österreichisch) mit ihren speziellen Bairischen Kennwörtern mit, welche bis 1945 gesprochen wurde und darauf hinweist, dass diese aus dem süddeutschen bzw. österreichischen Raum stammten. Matriken werden seit 1631 geführt. Onlinesuche über das Landesarchiv Brünn. Grundbücher werden seit 1704 geführt. Ein digitales Ortsfamilienbuch von Weißstätten wurde 2017 erstmals publiziert. Im Jahre 1788 wurde auf Kosten des Fürsten Johann Karl von Dietrichstein eine Schule in Weißstätten gebaut. Im Jahre 1836 wütet die Cholera im Ort und forderte 97 Opfer. Nach der Aufhebung der Patrimonialherrschaften wurde Weißstätten 1850 zu einer Gemeinde im Bezirk Nikolsburg. Ab 1852 wird Weißstätten vom Geschlecht von Herberstein verwaltet. Zwischen 1849 und 1864 wird das Dorf von insgesamt 17 Bränden verheert. Die Schule wird 1864 auf zwei Klassen erweitert, doch der Kinderzuwachs ist so groß, dass 1883 ein Neubau mit drei Klassen nötig ist. Im Jahre 1885 wurde die katholische Pfarre wieder errichtet. Der größte Teil der Bevölkerung lebte von der Vieh- und Landwirtschaft, wobei der in Südmähren seit Jahrhunderten gepflegte Weinbau einen besonderen Stellenwert einnahm. Das günstige Klima erlaubte neben dem Anbau verschiedener Getreidearten, auch Zuckerrüben, Mais und Obst. Im Laufe des 19. Jahrhunderts ließ jedoch der Weinbau im Ort nach, unter anderem wegen der Reblausplage 1864, und um das Jahr 1900 wurde nur noch Wein für den Eigenbedarf angebaut.
Nach dem Ersten Weltkrieg zerfiel der Vielvölkerstaat Österreich-Ungarn. Durch den Vertrag von Saint-Germain 1919 kam der Ort zur Tschechoslowakei. Aufgrund der Landreform wurde im gleichen Jahr der Gutshof des Grafen Herberstein verstaatlicht, in zwei Hälften geteilt und beide Hälften an tschechische Neusiedler verpachtet. Zu Beginn der 1920er Jahre wurde der tschechische Name des Ortes von Bílý Břeh in Pasohlávky geändert. In der Zwischenkriegszeit kam es durch neue Siedler und Neubesetzung von Beamtenposten zu einem vermehrten Zuzug von Personen tschechischer Nationalität. Dadurch erreichte Weißstätten im Jahre 1930 mit 1.021 Einwohnern die höchste Bevölkerungszahl seiner Geschichte. Davon bekannten sich jedoch mehr als 93 % zur deutschen Nationalität. Nach dem Münchner Abkommen wurde Weißstätten 1938 dem Deutschen Reich zugeschlagen und in den Reichsgau Niederdonau eingegliedert.
1939 lebten in Weißstätten 949 Menschen. In den letzten Kriegstagen wurde das Dorf bei heftigen Kämpfen stark in Mitleidenschaft gezogen. Dabei wurden 162 Gebäude zerstört und 72 erlitten starke Schäden. Insgesamt verlor der Ort 96 Bewohner während des Zweiten Weltkrieges.
Nach dem Zweiten Weltkrieg kam Weißstätten am 8. Mai 1945 wieder zur Tschechoslowakei zurück. Vor den einsetzenden Exzessen flohen viele deutsche Bürger nach Österreich oder wurden über die Grenze getrieben. Laut Totenbuch beim Südmährischen Landschaftsrat in Geislingen an der Steige (D) kam es dabei zu 16 Ziviltoten. Die restlichen 522 Ortsbewohner wurden zwischen dem 15. März und dem 3. Oktober 1946 in organisierten Transporten nach Westdeutschland zwangsausgesiedelt. Nach der Vertreibung verblieben 35 Familien in Österreich. Die restlichen wurden nach Deutschland weiter transferiert. Drei Personen wanderten in die USA, je zwei nach Kanada und Brasilien und eine nach Australien aus.
Wegen der starken Zerstörung erfolgte nur eine geringe Neubesiedlung. Insgesamt waren es bis 1946 lediglich 37 Familien, die in Pasohlávky ansässig wurden. Dadurch ging die Einwohnerzahl drastisch zurück und 1950 lebten in dem Ort nur noch 282 Menschen. Zum 1. Jänner 1961 kam die Gemeinde zum Okres Břeclav.
Mit Errichtung der Stauseen von Nové Mlýny (Neumühl) wurde die für den Untergang vorgesehene Gemeinde Mušov (Muschau) 1976 nach Pasohlávky eingemeindet. Nach der Überflutung wurde Mušov am 1. Jänner 1980 aufgelöst. Zuvor waren die Bewohner des früheren Marktfleckens nach Pasohlávky und Pohořelice (Pohrlitz) umgesiedelt worden. An Mušov erinnern nur vier Inseln im Mittleren Stausee, auf der größten steht die Kirche von Mušov.
1988 wurde in Mušov das Grab eines markomannischen Fürsten entdeckt. Seit dem 1. Jänner 2007 gehört Pasohlávky zum Okres Brno-venkov (Bezirk Brünn-Land). Pasohlávky ist heute ein Erholungsort. Am Fuße des Hradisko wurden zwei Lagunen angelegt, dort befindet sich auch das Autocamp Merkur.

## Wappen und Siegel
Das Ortsiegels stammte aus dem 17. Jh. und zeigte innerhalb eines Blätterkranzes die Umschrift „FIRSI.DIET.DORF.WEISTEDEN“. Eine oben durch ein Rebmesser unterbrochene feine Kreislinie begrenzt das Siegelbild, das über stilisierten Ufersteinen einen rechtshin gewendeten Krebs zeigt, über dem zwei zueinander geneigte Blütenstängel stehen. Der Krebs zeigte sich auch später im Gemeindestempel des 19. Jh. Nach dem Ersten Weltkrieg führte der Ort einen zweisprachigen Gemeindestempel.

## Bevölkerungsentwicklung
| Volkszählung | Einwohner gesamt | Volkszugehörigkeit der Einwohner | Volkszugehörigkeit der Einwohner | Volkszugehörigkeit der Einwohner |
| Jahr         | Einwohner gesamt | Deutsche                         | Tschechen                        | Andere                           |
| ------------ | ---------------- | -------------------------------- | -------------------------------- | -------------------------------- |
| 1880         | 840              | 834                              | 6                                | 0                                |
| 1890         | 973              | 954                              | 19                               | 0                                |
| 1900         | 959              | 949                              | 10                               | 0                                |
| 1910         | 993              | 993                              | 0                                | 0                                |
| 1921         | 1020             | 999                              | 12                               | 9                                |
| 1930         | 1021             | 956                              | 52                               | 13                               |

## Gemeindegliederung
Für die Gemeinde Pasohlávky sind keine Ortsteile ausgewiesen. Zu Pasohlávky gehören die Fluren des überfluteten Fleckens Mušov (Muschau).

## Sehenswürdigkeiten
- Hradisko, archäologische Grabungsstätte und frühere römische Militärstation während der Regentschaftszeit von Mark Aurel
- Kirche St. Leonhard auf einer Insel im mittleren Stausee, das zwischen dem 12. und 13. Jahrhundert errichtete Gotteshaus war die Kirche des überfluteten Marktfleckens Mušov. Seit 1999 ist die Gemeinde Ivaň Eigentümer der Kirche
- Kirche St. Anna errichtet 1675 als Kapelle und 1811 zur Kirche erweitert
- Heiliggeist-Kapelle,
- barocke Statue des Hl. Johannes von Nepomuk aus der zweiten Hälfte des 18. Jahrhunderts
- Hauptkreuz (1895) auf dem Friedhof (wurde im Jahre 1995/96 durch Spenden von vertriebenen Deutschen renoviert)[13][14]

## Persönlichkeiten
- Johann Karl Janiczek (1883–1966): Musikdirektor und Komponist
- Wenzel Max (1898–1982): Heimatforscher und Kulturpreisträger